# Juan Lozano Bohórquez
Juan Lozano Bohórquez  (Coria del Río, provincia de Sevilla, España, 30 de agosto de 1955), es un exfutbolista español que se desempeñaba como centrocampista.

## Trayectoria
Aunque nacido en España, Juan Lozano se crio en Bélgica, país donde emigró de niño, y donde jugaría la mayor parte de su carrera deportiva, excepto un año en Estados Unidos y 2 años con el Real Madrid CF.  El sevillano tuvo opciones de jugar el Mundial de 1982 con Bélgica, el senado belga rechazó una propuesta de nacionalización que le hubiera permitido vestir la camiseta de los Diablos Rojos. La decisión tuvo un gran impacto en el país, y vino motivada porque las autoridades belgas entendieron que el jugador estaba intentando eludir el servicio militar español.

## Clubes
| Club                          | País           | Año       |
| ----------------------------- | -------------- | --------- |
| K Beerschot VAC               | Bélgica        | 1974-1980 |
| Washington Diplomats          | Estados Unidos | 1980      |
| Anderlecht                    | Bélgica        | 1981-1983 |
| Real Madrid CF                | España         | 1983-1985 |
| Anderlecht                    | Bélgica        | 1985-1989 |
| Eendracht Aalst               | Bélgica        | 1989-1990 |
| Koninklijk Berchem Sport 2004 | Bélgica        | 1990-1991 |

## Palmarés

### Equipo
- K Beerschot VAC:

Copa de Bélgica: 1978–79
- Anderlecht:

Liga de Bélgica: 1985–86, 1986–87
Copa de la UEFA: 1982–83
Copa de Bélgica: 1987–88, 1988–89
Supercopa de Bélgica: 1981, 1985, 1986, 1987
- Real Madrid CF:

Copa de la UEFA: 1984–85
Copa de la Liga: 1984–85

### Individual
- Liga de Bélgica: Mejor jugador del año 1987.